# Synagoge (Eppelsheim)
Die Synagoge in Eppelsheim  wurde 1850 in der Blaugasse 21 errichtet. 1939 wurde sie an einen Privatmann verkauft und ab diesem Zeitpunkt als Lagerhaus verwendet. 1973 wurde sie abgerissen.

## Synagoge
Bereits vor dem Bau der Synagoge verfügte die jüdische Gemeinde über einen Betraum. 1841 wurde dann mit den Planungen für den Neubau einer Synagoge begonnen. Dabei wurde neben einem kompletten Neubau auch der Erwerb und Umbau eines Wohnhauses diskutiert. Die für den Neubau erforderliche Summe konnte allerdings erst um 1849 durch Spenden aufgebracht werden. Noch im Jahr 1849 wurde mit den Bauarbeiten begonnen. Im Jahr 1850 wurde die Synagoge dann eingeweiht. Allerdings ging die Zahl der jüdischen Gemeindemitglieder immer stärker zurück. Dies führte dazu, dass der für die Durchführung eines Gottesdienstes erforderliche Minjan nur noch selten erreicht wurde und die Synagoge immer seltener genutzt wurde. Obwohl sich die jüdische Gemeinde 1935 aufgelöst hatte und die Synagoge nicht mehr genutzt wurde, wurde sie bei den Novemberpogromen 1938 verwüstet und das restliche Inventar verbrannt. 1939 wurde die Synagoge an einen Privatmann verkauft und als Lagerhaus verwendet. 1972 wurde von dem damaligen Besitzer bei der staatlichen Denkmalpflege ein Antrag auf einen Umbau des Gebäudes gestellt, der auch positiv beschieden wurde. Die Pläne wurden allerdings nicht umgesetzt. 1973 wurde die Synagoge endgültig abgerissen. Auf dem Grundstück wurde dann eine Lagerhalle errichtet.

## Jüdische Gemeinde Eppelsheim
Bereits seit 1722 lebten Juden auf dem Gebiet von Eppelsheim. Die Mitgliederzahl der jüdischen Gemeinschaft nahm in den folgenden Jahrzehnten immer weiter zu und erreichte 1830 mit 70 Gemeindemitgliedern ihren Höchststand. Ab dann kam es zu Abwanderungen in größere Städte und zu Auswanderungen in die Vereinigten Staaten und die Zahl der Gemeindemitglieder ging stark zurück. Dies führte dazu, dass die Gemeinde 1935 endgültig aufgelöst wurde. Neben einer Synagoge verfügte die Gemeinde über eine Mikwe und bis 1904 über eine jüdische Schule mit einem angestellten Lehrer, der auch die Aufgaben des Vorbeters und Schochet innehatte. Die Toten wurden auf dem jüdischen Friedhof Eppelsheim beigesetzt. Berühmtester Sohn der jüdischen Gemeinde Eppelsheim ist der 1848 in die Vereinigten Staaten ausgewanderte Henry Greenebaum (Geburtsname Grünebaum).

## Entwicklung der jüdischen Einwohnerzahl
| Jahr | Juden | Jüdische Familien | Bemerkung |
| ---- | ----- | ----------------- | --------- |
| 1722 |       | 1                 |           |
| 1745 |       | 2                 |           |
| 1806 |       | 6                 |           |
| 1824 | 58    |                   |           |
| 1830 | 70    |                   |           |
| 1861 | 55    |                   |           |
| 1880 | 38    |                   |           |
| 1890 | 33    |                   |           |
| 1900 | 20    |                   |           |
| 1905 | 23    |                   |           |
| 1910 | 22    |                   |           |
| 1930 | 20    |                   |           |
| 1939 | 0     |                   |           |

Quelle: alemannia-judaica.de; jüdische-gemeinden.de;

## Opfer des Holocaust
Das Gedenkbuch – Opfer der Verfolgung der Juden unter der nationalsozialistischen Gewaltherrschaft 1933–1945 und die Zentrale Datenbank der Namen der Holocaustopfer von Yad Vashem führen 7 Mitglieder der jüdischen Gemeinschaft Eppelsheim (die dort geboren wurden oder zeitweise lebten) auf, die während der Zeit des Nationalsozialismus ermordet wurden.
| Name       | Vorname               | Todeszeitpunkt  | Alter     | Ort des Todes                          | Bemerkung | Quellen |
| ---------- | --------------------- | --------------- | --------- | -------------------------------------- | --- | --- |
| Lessler    | Else                  | unbekannt       | unbekannt | Konzentrationslager Auschwitz-Birkenau | Deportation am 3. März 1943 von Berlin nach Konzentrationslager Auschwitz-Birkenau (Transport 33 ab Berlin) | Yad Vashem (Datenbank, Datensatz Nr. 4114199 und Nr. 11573301) / Gedenkbuch für die Opfer der NS-Judenverfolgung in Deutschland                             |
| Levis      | Moritz                | 31. August 1942 | 54 Jahre  | Konzentrationslager Auschwitz-Birkenau | In die Niederlande emigriert. Deportiert ab Durchgangslager Westerbork nach | Yad Vashem (Datenbank, Datensatz Nr. 14111909, Nr. 10682601, Nr. 4266183 und Nr. 11574236) / Gedenkbuch für die Opfer der NS-Judenverfolgung in Deutschland |
| Mannheimer | Wilhelmine            | unbekannt       | unbekannt | Ghetto Piaski                          | Deportation am 25. März 1942 ab Darmstadt / Mainz nach Ghetto Piaski | Yad Vashem (Datenbank, Datensatz Nr. 11587972) / Gedenkbuch für die Opfer der NS-Judenverfolgung in Deutschland                                             |
| Meyer      | Ernestine (Ernestina) | 31. August 1942 | 52 Jahre  | Konzentrationslager Auschwitz-Birkenau | In die Niederlande emigriert. Deportation am 28. August 1942 ab Durchgangslager Westerbork nach Konzentrationslager Auschwitz-Birkenau | Yad Vashem (Datenbank, Datensatz Nr. 11593693 und 4272071) / Gedenkbuch für die Opfer der NS-Judenverfolgung in Deutschland                                 |
| Strass     | Anna                  | unbekannt       | unbekannt | Konzentrationslager Auschwitz-Birkenau | Deportation am 27. September 1942 nach Ghetto Theresienstadt. Am 12. Oktober 1944 Deportation nach Konzentrationslager Auschwitz-Birkenau | Yad Vashem (Datenbank, Datensatz Nr. 11642946) / Gedenkbuch für die Opfer der NS-Judenverfolgung in Deutschland                                             |
| Strass     | Albert Alfred         | unbekannt       | unbekannt | Vernichtungslager Treblinka            | Deportation ab Darmstadt am 30. September 1942 nach Vernichtungslager Treblinka | Yad Vashem (Datenbank, Datensatz Nr. 11642977) / Gedenkbuch für die Opfer der NS-Judenverfolgung in Deutschland                                             |
| Süs        | Anna                  | unbekannt       | unbekannt | Vernichtungslager Treblinka            | Deportation am 1. September 1942 ab Frankfurt nach Ghetto Theresienstadt (Transport XII/2, Zug Da 509 / Deportationsnummer 478 im Zug). Deportation am 29. September 1942 ab Theresienstadt nach Vernichtungslager Treblinka (Transport Bs von Theresienstadt / Deportationsnummer 478 im Zug) | Yad Vashem (Datenbank, Datensatz Nr. 4859180 und 11644629) / Gedenkbuch für die Opfer der NS-Judenverfolgung in Deutschland                                 |